# Tomcsányi János
Tomcsányi Tomcsányi János (Pekelnik, Árva vármegye, 1873. szeptember 7. – Budapest, 1935. december 30.) műfordító, publicista, tanár, a két világháború közötti időben a lengyel–magyar kapcsolatok kiemelkedő alakja.

## Élete
Vidéken volt tanító, közben számos oktatásügyi cikket írt. 1903-ban a kultuszminisztérium tisztviselője lett. 1908-tól nyugdíjba vonulásáig tanfelügyelő volt. Lengyel nyelvtudásának köszönhetően a belügyminiszter lengyel referense is volt. Számos lengyel szépirodalmi művet fordított magyar nyelvre, többek között Juliusz Kaden-Bandrowski, Maria Konopnicka, Władysław Reymont, Henryk Sienkiewicz stb. műveit, de a lengyel nyelv tanításával, sőt írásaiban lengyel közjogi, politikai kérdésekkel is foglalkozott. Írásai többnyire a Magyarság és a Századok  c. lapban jelentek meg. Tagja volt az irodalmi, kulturális kapcsolatok ápolásával foglalkozó Magyar Mickiewicz Társaságnak.
Legfontosabb munkája az irodalmi Nobel-díjas Władisław Reymont Parasztok című regényének a magyarra fordítása volt.

## Fontosabb művei
- Kézirat-olvasási gyakorlatok: segédkönyv a kézirat-olvasás és fogalmazás tanitásához az elemi iskola 4–6. oszt., az ismétlő-, ipar- és kereskedelmi tanonciskolák használatára. Budapest, 1901. 63 o.
- A mai lengyel irodalom. In: Pásztortűz, 1925, 378. p.
- Lengyelország. Vázlatok és tanulmányok. Budapest, 1933. 293 o.
- A cseh–lengyel viszály. Magyar Szemle, 1934. 5–8. sz.
- Az új lengyel alkotmány. In: Katholikus szemle, 1935, 659-661. o.
- Tomcsányi János, vitéz nagybányai Horthy Miklós, Moscicki Ignác, Huszár Károly (szerk.): Magyarország és Lengyelország. Magyar–lengyel kapcsolatok a történelemben, kultúrában és gazdasági téren. Budapest–Warszawa, 1936, 399 o.